# Mine de Cerro De Maimon
 (mars 2025).
Pour les articles homonymes, voir Maimon.
La mine de Cerro De Maimon est une mine à ciel ouvert d'or, d'argent et de cuivre située dans la province de Monseñor Nouel, près de Maimón (en), en République dominicaine. 
Accordée en 2005 par le Gouvernement dominicain après une étude environnementale, la concession est exploitée depuis janvier 2011 par l'opérateur australien Perilya.
Le niveau de production en 2010 s'établit comme suit :
- Cuivre : 20,17 millions de livres av (moins de 10 000 tonnes) ;
- Argent : 652 200 onces  (20,28 tonnes) ;
- Or : 15 900 onces (494,54 kg).